# Gordon Buehrig
Gordon Buehrig (Mason City, 18 giugno 1904 – Grosse Pointe Woods, 22 gennaio 1990) è stato un designer statunitense.

## Notizie biografiche
Gordon Buehrig è oggi poco ricordato, ma ha lasciato un'impronta notevole nel mondo del design automobilistico, impronta data dal suo estro innovativo che ha saputo dar vita a vetture molto avanti negli anni.

Dopo la scuola dell'obbligo e gli studi superiori, Gordon Buehrig frequentò per breve tempo la Bradley University, prima di trovare lavoro presso una piccola azienda automobilistica dell'epoca, la Gotfredson Body Company. In seguito, maturò significative esperienze presso altre Case automobilistiche di maggior rilievo, come la Packard, la Stutz e la General Motors. Fu così che nel 1929, Buehrig venne assunto alla Duesenberg come capo del design. In questo periodo, Buehrig allacciò ottimi rapporti con i fratelli Fred ed August Duesenberg, fondatori della Casa, e fu l'autore di numerose vetture Duesenberg, tra cui la Serie J. Nel 1934 passò alla Auburn Automobile, altro marchio del gruppo di Errett Lobban Cord, dove firmò le linee di vetture come la Auburn Speedster, ed infine si trovò a disegnare le audaci forme delle Cord 810 ed 812. Negli ultimi anni del decennio, Buehrig lavorò per la Budd Company, la White Truck e la Studebaker.

Passato il periodo bellico, nel 1949 Buehrig approdò alla Ford, dove lavorò fino al suo ritiro, avvenuto nel 1965. Qui firmò le linee di alcuni modelli come la Victoria Coupé del 1951 e la Continental MkII del 1956.

Dopo il suo ritiro gli venne proposto di insegnare all'Art Center College of Design, presso Los Angeles. Egli accettò e vi insegnò per cinque anni.

Alla sua morte, nel 1990, i suoi resti vennewro cremati e sono ora custoditi nel Roselawn Cemetery ad Auburn (Indiana).